# Plectris vitticollis
Plectris vitticollis är en skalbaggsart som beskrevs av Moser 1918. Plectris vitticollis ingår i släktet Plectris och familjen Melolonthidae. Inga underarter finns listade i Catalogue of Life.